# Ozerkí (Petrovsk)
|  | Per a altres significats, vegeu «Ozerkí». |

Ozerkí (en rus: Озерки) és un poble de l'óblast de Saràtov, a Rússia, segons el cens del 2010 tenia 1.418 habitants. Pertany al districte municipal de Petrovsk.